# Мухвези, Джим
Джим Мухвези Катугугу (англ. Jim Muhwezi Katugugu) — угандийский юрист, политик и генерал-майор в отставке, бывший министр здравоохранения, министр национальной безопасности Уганды. 

## Ранняя жизнь и образование
Мухвези родился в угандийском округе Рукунгири 23 августа 1950 года. Мухвези имеет степень бакалавра права Университета Макерере. Он также прошел подготовку в качестве старшего специалиста военной полиции и службы безопасности в Танзании и в Советском Союзе. В июле 2009 года Центр развития права в Кампале выдал ему диплом практикующего юриста.

## Работа в органах безопасности
В 1970-х годах Мухвези работал полицейским в полиции Уганды. Он был одним из участников войны (1981–1986), которая привела к власти Дивжение национального сопротивления. После войны с 1986 по 1996 год он был членом Национального совета сопротивления (англ. National Resistance Council). В тот же период он одновременно занимал должность первого генерального директора Организации внутренней безопасности (англ. Internal Security Organisation) Уганды. На этом посту Мухвези заслужил признание за улучшение репутации аппарата полиции безопасности. За десять лет его работы не было выдвинуто ни одного обвинения в адрес агентства в применении пыток. 

## Министерская карьера
С 1996 по 1998 год Джим Мухвези занимал пост государственного министра, отвечающего за начальное образование. В 2001 году он был назначен министром здравоохранения и проработал на этой должности до 2006 года. С марта 2015 года по май 2016 года Мухвези занимал пост министра информации и национального руководства в Кабинете министров Уганды. Он был назначен на эту должность в результате перестановок в кабинете министров 1 марта 2015 года, заменив Роуз Намаянджу. С 8 июня 2021 года он занимает пост министра национальной безопасности в Кабинете министров Уганды.

## Парламентская деятельность
В период с 1994 по 1995 год Мухвези был членом Учредительного собрания, разработавшего Конституцию Уганды 1995 года. Мухвези является членом парламента от района Ружумбура в округе Рукунгири и состоял членом парламентского комитета по физической инфраструктуре. Мухвези вернул себе членство в Парламенте в 2021 году, потеряв его на пять лет с 2016 по 2021 год.

## Семья
Джим Мувези Катугугу женат на Сьюзан Мувези, сестре угандийского предпринимателя Боба Кабонеро и посла Ричарда Кабонеро. У него семеро детей. 